# New York Liberty 2003
La stagione 2003 delle New York Liberty fu la 7ª nella WNBA per la franchigia.
Le New York Liberty arrivarono quinte nella Eastern Conference con un record di 16-18, non qualificandosi per i play-off.

## Roster
| N° | Naz.                   | Ruolo | Sportivo            | Anno | Alt. | Peso |
| -- | ---------------------- | ----- | ------------------- | ---- | ---- | ---- |
| 3  | Stati Uniti (bandiera) | A     | Crystal Robinson    | 1974 | 180  | 70   |
| 5  | Stati Uniti (bandiera) | G     | Erin Thorn          | 1981 | 178  | 68   |
| 11 | Stati Uniti (bandiera) | G     | Teresa Weatherspoon | 1965 | 173  | 73   |
| 22 | Stati Uniti (bandiera) | A     | Lindsey Yamasaki    | 1980 | 185  | 84   |
| 24 | Stati Uniti (bandiera) | C     | Tari Phillips       | 1970 | 185  | 91   |
| 25 | Stati Uniti (bandiera) | G     | Becky Hammon        | 1977 | 168  | 61   |
| 28 | Russia (bandiera)      | A     | Elena Baranova      | 1972 | 196  | 83   |
| 31 | Germania (bandiera)    | A     | Linda Fröhlich      | 1979 | 188  | 84   |
| 32 | Stati Uniti (bandiera) | G     | K.B. Sharp          | 1981 | 175  | 68   |
| 41 | Stati Uniti (bandiera) | AC    | Bethany Donaphin    | 180  | 188  | 88   |
| 44 | Stati Uniti (bandiera) | C     | Tamika Whitmore     | 1977 | 188  | 86   |
| 55 | Stati Uniti (bandiera) | A     | Vickie Johnson      | 1972 | 175  | 68   |

## Staff tecnico
- Allenatore: Richie Adubato
- Vice-allenatori: Pat Coyle, Jeff House